# Nymphalis chelys
Nymphalis chelys är en fjärilsart som beskrevs av Mitis. Nymphalis chelys ingår i släktet Nymphalis och familjen praktfjärilar. Inga underarter finns listade i Catalogue of Life.